# پینلیا
پینلیا (انگلیسی: Pinellia) یک سرده ار گیاهان و از خانوادهٔ گل‌شیپوریان است که بومی شرق آسیا (چین، کره و ژاپن) است. گونه‌های این سرده به سبب رنگ سبز و شکل گل‌آذین و برگک‌های کلاهک‌مانند آنها، به نام اژدهای سبز شناخته می‌شود.
این گیاه نام علمی خود را از جان وینچنتسو پینلی می‌گیرد و در طب سنتی چین جهت درمان تهوع، استفراغ، گواتر و خنازیر کاربرد دارد. ریشهٔ خام این گیاه سمی است و برای جدا کردن اگزالات و سایر مواد محرک، آنرا می‌خیسانند.